# مرغ مگس‌خوار دم‌چنگالی
مرغ مگس خوار دم چنگالی (نام علمی: Tyrannus savana) نام یک گونه از سرده شاه‌مرغ است.